# バーゼルSNCF駅

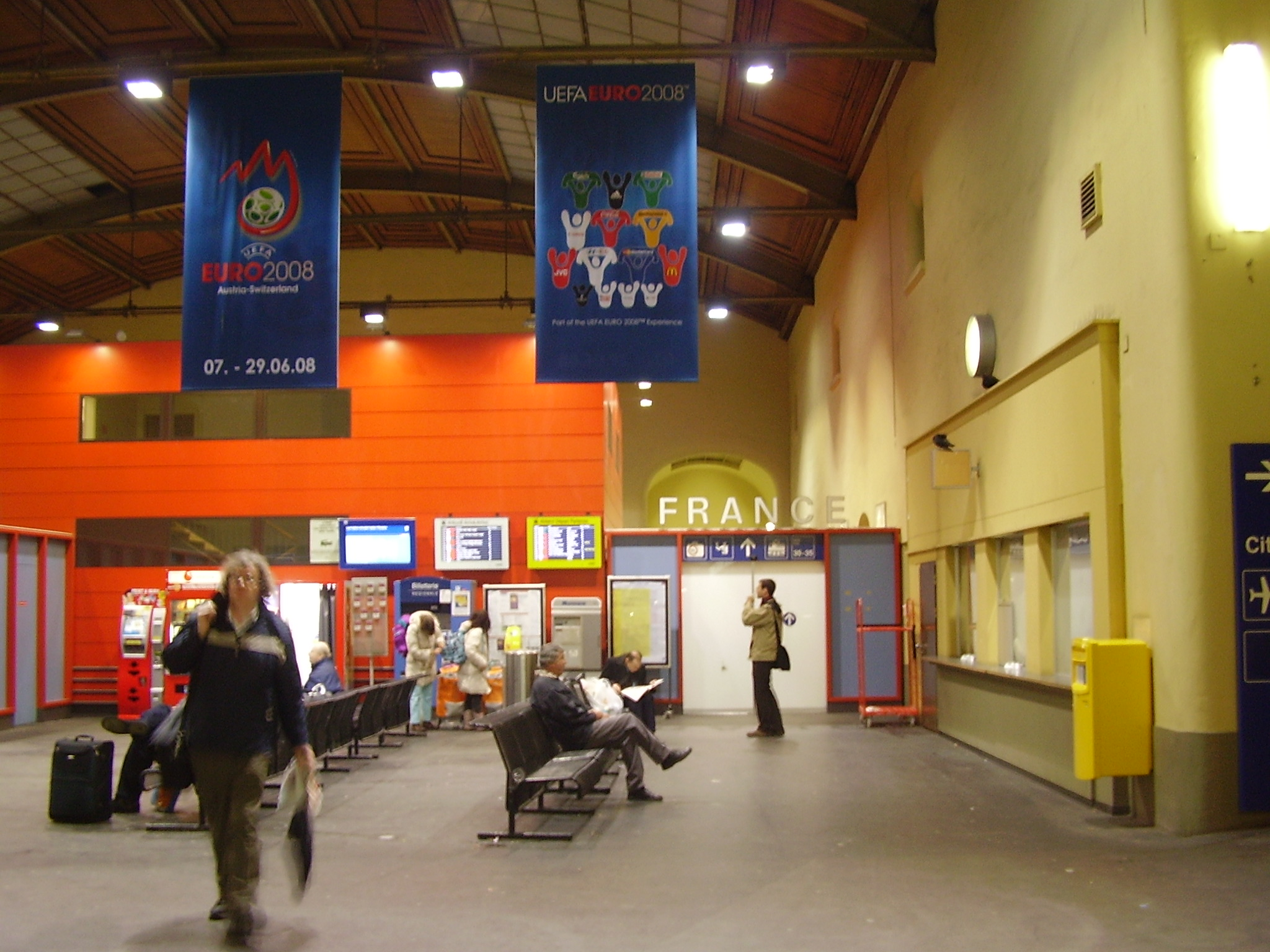
バーゼルSNCF駅（2008年）

バーゼルSNCF駅（バーゼルSNCFえき）（独: Bahnhof Basel SNCF、仏: Gare de Bâle SNCF バールSNCF（バールはバーゼルのフランス語名））は、スイス、バーゼル（Basel）に5つある鉄道駅のうちの1つである。フランス駅（Französischer Bahnhof）、アルザス駅（Elsässerbahnhof）などとも呼ばれる。
バーゼルSBB駅と互いに隣接しており、併せて共同使用駅となっている。現在、フランス国鉄（TERグラン・テスト）が発行する時刻表では "Bâle (SNCF)" と記載されているが、スイス連邦鉄道が発行する時刻表では "Basel SBB" と記載されている。バーゼルSBB駅（1～17番線）とは別に番線を持っている。別のプラットホームホールと税関もあったが、再開発のため2017年5月から2021年6月まで閉鎖され、再開後は商業施設と税関が置かれている。

## 歴史
1838年3月6日、ストラスブール（Strasbourg）からバーゼルへ向けて、ストラスブール・バール鉄道（Chemin de fer de Strasbourg à Bâle）（StB）が鉄道の建設を開始した。ただちにバーゼル州議会の鉄道委員会は町への鉄道の接続方法について検討を開始し、1840年5月に議会が建設の認可を与えた。1840年10月25日、ストラスブール - サン・ルイ（Saint-Louis）が開通し、アルザス線はスイスとの国境まで到達した。
バーゼル州議会では、駅を城壁の外側に作るか内側に作るかで激しい議論が繰り広げられた。1841年1月22日、バーゼル州議会は駅を城壁の内側に建設することを決定した。その当時のバーゼルは国境の防備を固めている都市であり、ストラスブール・バール鉄道がフランス資本の会社であることとあいまって、政治的・宗教的な、あるいは都市計画の面からの賛否が分かれる決定であった。このため、鉄道を町の中に敷設せずに、シャンツェン通り（Schanzenstrasse）の位置で城壁を取り壊してシェーレメーテリ（Schällemätteli）刑務所の位置に駅を建設することが提案された。
1843年6月12日、鉄道会社は全ての法的・財務的・建築規制上の点を考慮した鉄道施設の建設計画を決定し、最終的な認可を得た。鉄道会社は、町が新たに建設する堀を越える橋と城壁に設けた鉄製の落とし戸つきのゲートを通って町へ入るように、鉄道設備と関連の建物を建設することになった。町の当局はそのために必要な土地を無償で提供することになった。1年後、1844年にアルザス線は城壁の外側に到達し仮駅を設け、さらに1845年にバーゼルに到達し、バーゼルはスイスで最初に鉄道が敷かれた町となった。

### 1844年/1845年の仮駅
駅舎の建築と町の新しい城壁の建設が遅れていたため、ストラスブール・バール鉄道の技術者は1844年3月12日に城壁前に仮駅を建設することを提案した。1840年にミュルーズ（独 Mülhausen ミュールハウゼン、仏 Mulhouse ミュルーズ）で仮駅を使った経験と関係している。1844年6月15日、城壁前のバーゼル仮駅に最初の列車が到着した。1845年4月1日、本駅舎が完成する8ヶ月前に仮駅は火災で焼失している。

### 1845年 - 1860年の駅
1844年の夏、駅舎の建設工事がシェーレメーテリで始まり、11月には完成していた。しかしながら城壁の建設工事が遅れていたため、列車を運行開始できたのは1845年12月11日の厳粛な開通式の後であった。J.B.Schacreによって設計されたこの駅は、ミュルーズの1841年の駅舎と一致している。駅舎は、2階建ての中央の建物の両脇に1階建てのウィングが伸びている。表側には車寄せが設けられ、線路側には木造のホールが設けられた。

#### 城壁に設けられた鉄道門
この駅に関して特徴的なことは前述したように、拡張した城壁に設けられた、フランスの鉄道がスイスの駅に連絡するための「鉄道門」である。アルザス線は、1843年6月の建設認可に基づいて、堀を越える橋と門を建設する必要があった。バーゼルの建築家Melchior Berriは、1844年2月21日、半円形の通路を脇に備えた方形の堂々とした門と、町側から階段で登ることができる階段形破風に関する2つの試案の設計を行った。Berriは2番目のプランを採用し、建設工事が始まった。バーゼルの石工フリードリヒ（Friedrich）が石材の調達を行い、ニーダーシェーンタル（Niederschönthal）の鉄骨組立工シュテーリン（Stehelin）が落とし戸の製作を行った。1845年12月赤い砂岩で造られた門が完成し、列車が12月11日からバーゼルの町へ運行することができるようになった。
建設認可に基づき、門衛が始発列車の到着前に落とし戸を開け、最終列車の出発後に閉めることになっており、鉄道会社は門衛が出す信号に従って列車を運行することになっていた。さらにバーゼル当局は、戦争、暴動、疫病の蔓延の際には鉄道の運行を遮断する権限を持っていた。

### 1860年 - 1902年の駅
1858年、スイス中央鉄道（Schweizerische Centralbahn）は、ランゲ通り（Langen Gasse）にある仮駅をエリザベス要塞（Elisabethenschanze）の前に移転して、新しい駅を建設することを決定した。同時に、新駅ではフランス東鉄道との接続を行うことを計画した（1854年にストラスブール・バール鉄道はフランス東鉄道に合併）。
接続を行うために、今日バーゼル・ザンクト・ヨハン駅（Bahnhof Basel St. Johann）となっている地点からフランスの鉄道線を新しい駅の位置まで延長する必要があった。路線は、現在のカンネンフェルト通り（Kannenfeldstrasse）とシュタイネンリンク（steinenring）の位置を通り、ビルジッヒ川（Birsig）の谷を高架橋で渡って駅にたどり着くものであった。
1859年、グンデルディンゲン地区（Gundeldingerquartier）に旅客駅と貨物駅を併設した新しい駅の建設工事が始まった。駅には貨物上屋、ギュター通り（Güterstrasse）側に入口を持った2つの大きな倉庫、スイス中央鉄道とフランス東鉄道それぞれの機関庫を備えていた。
1860年6月4日、スイス中央鉄道の新しい駅が開業した。駅舎は北側に入口を持ち、新しく建設された中央駅前広場に面していた。駅には左右にそれぞれホールを持っており、それぞれ2つの番線があって、東側はスイスの列車、西側はフランスの列車が使用していた。
その後、列車の運行回数が増えるにつれて、アルザス線の踏切の遮断時間が長くなってきた。この踏切の障害を除去するために、連邦参事会は1898年から1899年にかけて、アルザス線を町を囲む大きなカーブを描く半地下線にして、全体を2.7メートル掘り下げた位置に新しい駅を建設することを決定した。1902年半ば、既に掘り下げられた駅の南側に仮駅が建設され、1902年から1903年にかけて旧駅舎は解体された。

### 1902年から1907年の仮駅
それまでの設備を撤去して掘り下げられた駅南側の地区に建設された仮駅舎は、1902年6月2日に営業を開始した。建設工事は南側のギュター通りから実施されている。さらに通りの拡張が実施されると共に、2つの路面電車の路線が建設されている。仮駅は1907年6月24日に営業を終了し、仮設の建物と入口が取り払われて、2つの路面電車の路線がギュター通りで接続された。グンデルディンゲン地区から駅の下を通る地下道が開設されている。

### 1907年の駅
E.ファエシュ（E. Faesch）とE.ラロッシュ（E. La Roche）によって設計された新しい駅は1907年6月24日に営業を開始し、アルザス線の駅はスイスの鉄道駅の西側に接続された。
外部には時計塔がある。駅舎の内部でSBBの駅と接続しているが、出入国管理のゲートで区切られている。入管を通るとフランス側の地域に入り、待合室に出る。プラットホームは3つ、番線は5つあり、プラットホームホールに覆われている。これらの番線はフランスの電化方式である、25000ボルト50ヘルツで電化されている。30番線はスイス側の4番線とつながっており、フランスの電化方式と、スイスの15000ボルト16.7ヘルツの電化方式を切り替えられるようになっている。南側には駐車場とスイスの駅の商業施設があり、深い位置には複線のバーゼル操車場の線路がある。ムテンツ（Muttenz）とフランスの路線をつないでおり、通し運行の貨物列車が使っている。

## 現在
かつては駅のメインホールに乗車券の販売窓口があったが、フランス国鉄はこの方式を取りやめ、現在では自動券売機になっている。
2000年代に、30～36番線（34番線は欠番）の3面5線のうち36番線が廃止され、30～35番線（34番線は欠番）の2面4線に縮小された。
バーゼルSNCF駅は、次第にバーゼルSBB駅の一部となっていく方向で、既にフランス国鉄は独自に駅の営業を続けていくことに関心を持っていない。営業からは撤退して、乗車券の販売や列車の運行管理などはスイス連邦鉄道に任せる方針である。スイス連邦鉄道は、将来的にはバーゼルSNCF駅の駅舎は残しつつ30～35番線は撤去し、跡地にバーゼルSBB駅4番線～12番線のプラットフォームを延伸する形で両駅を統合する方針であり、早ければ2031年着工、2037年竣工を見込んでいる。